# Novo Palácio de Potsdam
| Imagem: Palácios e parques de Potsdam e Berlim | Novo Palácio de Potsdam está incluído no sítio "Palácios e parques de Potsdam e Berlim", Património Mundial da UNESCO. |  |

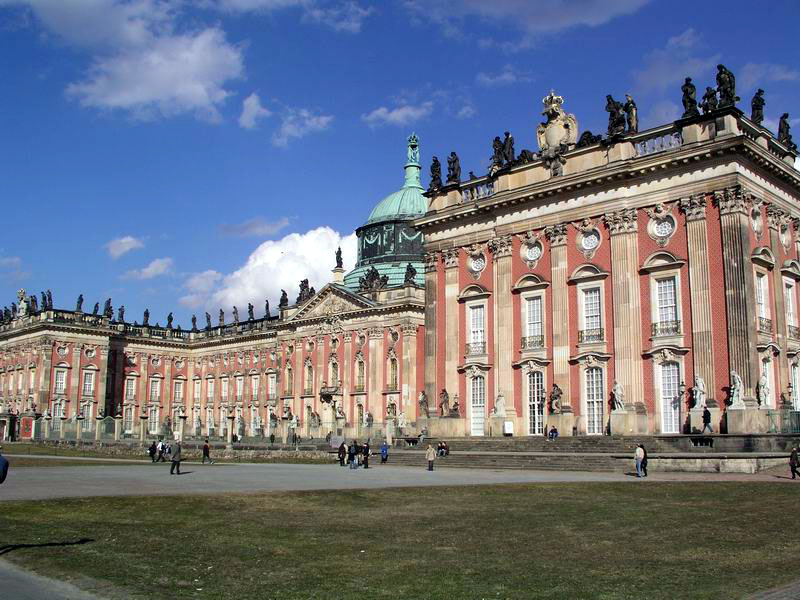
Fachada do Novo Palácio de Potsdam, Alemanha.

O Novo Palácio de Potsdam (Neues Palais, em alemão) é um antigo palácio Real da Prússia que fica no lado oeste do Parque Real de Sanssouci, em Potsdam, na Alemanha.
A construção do edifício foi começada em 1763, após o fim da guerra dos sete anos, sob Frederico II, tendo ficado concluído em 1769. É considerado o último grande palácio barroco prussiano.

## Referências

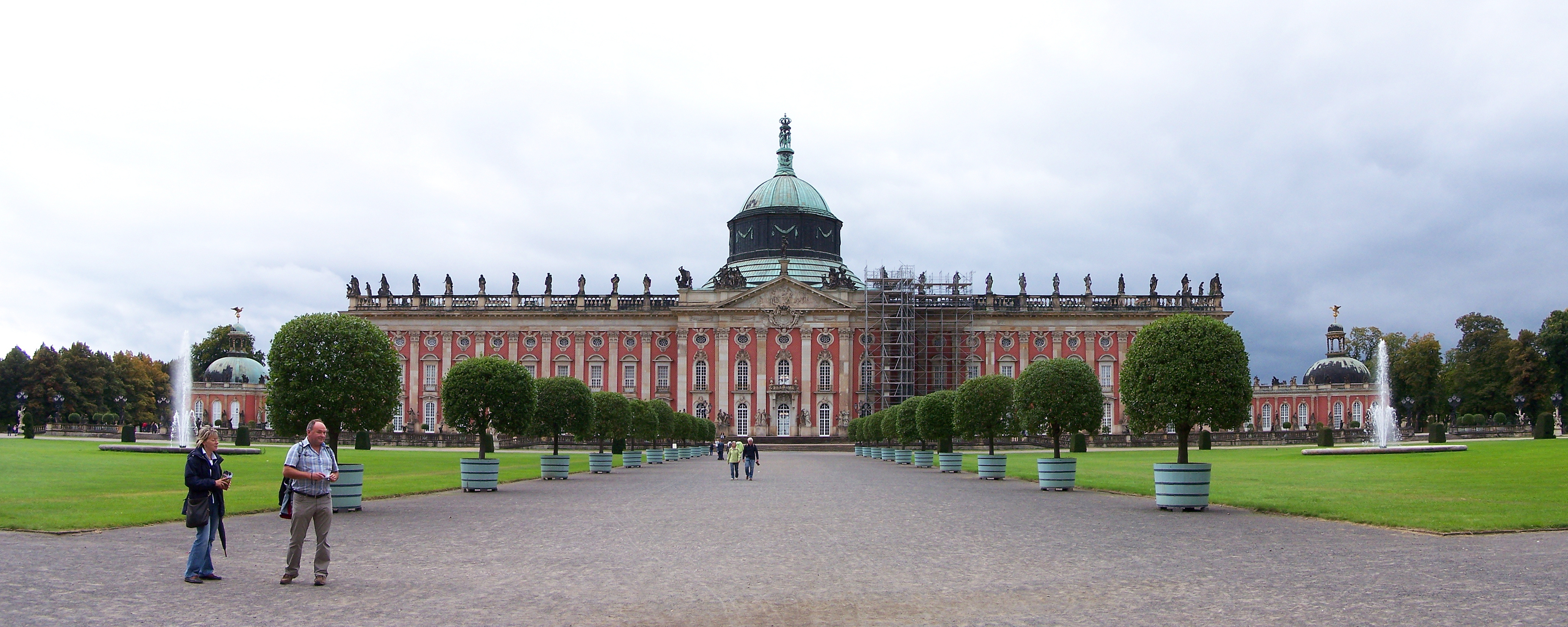
Novo Palácio de Potsdam, fachada do jardim.

## História
A construção do edifício foi começada em 1763, após o fim da guerra dos sete anos, para celebrar o sucesso da Prússia. Esta guerra também é referida como a "terceira guerra silésia" (1756-1763), devido à disputa da Silésia. De uma forma arquitectónica, Frederico II procurou reflectir o poder e a glória da Prússia, dando-lhe atributos de uma fanfarronada (fanfaronade), um excesso de esplendor em mármore, pedra e dourados.

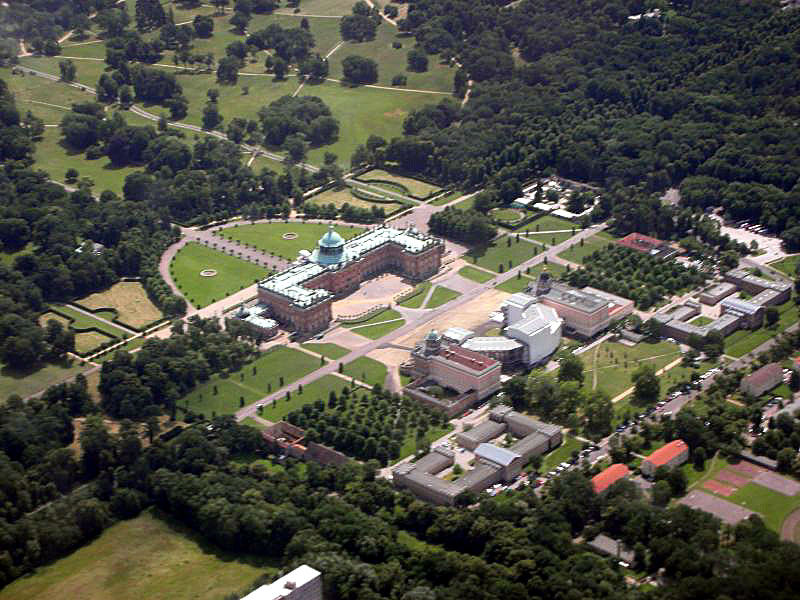
Vista panorâmica do Novo Palácio de Potsdam.

Para o rei, o Novo Palácio não era uma residência principal, mas uma exibição para a recepção de reis e importantes dignitários. Dos mais de 200 salas, quatro quartos de recolhimento principais e um teatro estavam disponíveis para funções reais, bailes e ocasiões de estado. Durante as suas permanências ocasionais no palácio, Frederico ocupava um conjunto de salas na extremidade do sul do edifício, composto por duas antecâmaras, um estúdio, uma sala de concerto, um salão de jantar e um quarto de dormir, entre outros.
Depois da morte de Frederico, em 1786, o palácio caiu em desuso, sendo raramente ocupado como residência ou local de recreio. No entanto, a partir de 1859 tornou-se na residência de Verão do Príncipe Real alemão, Frederico Guilherme, mais tarde o Imperador Frederico III. O palácio foi a residência preferida de Frederico e da sua imperatriz, Vitória, ao longo dos 99 dias do seu reinado. Durante o curto reinado de Frederico III, o palácio foi rebaptizado de Schloß Friedrichskron (Palácio Friedrichskron). A subida ao trono de Guilherme II trouxe renovações e restauros ao interior do palácio, com a instalação de um sistema de aquecimento, casas-de-banho nos apartamentos de aparato e electrificação dos candeeiros, os quais haviam sido coleccionados por Frederico II, vindos de toda a Europa. Até 1918, manteve-se como a residência preferida de Guilherme II e da Imperatriz Augusta.
Depois da Revolução de Novembro e da abdicação do Imperador Wilhelm II, o Novo Palácio de Potsdam tornou-se num museu, permanecendo com tais funções até à Segunda Guerra Mundial. Antes da pilhagem dos seus tesouros pelo Exército Vermelho, o palácio mantinha muitas das suas decorações e mobílias fredericanas.

## Arquitectura

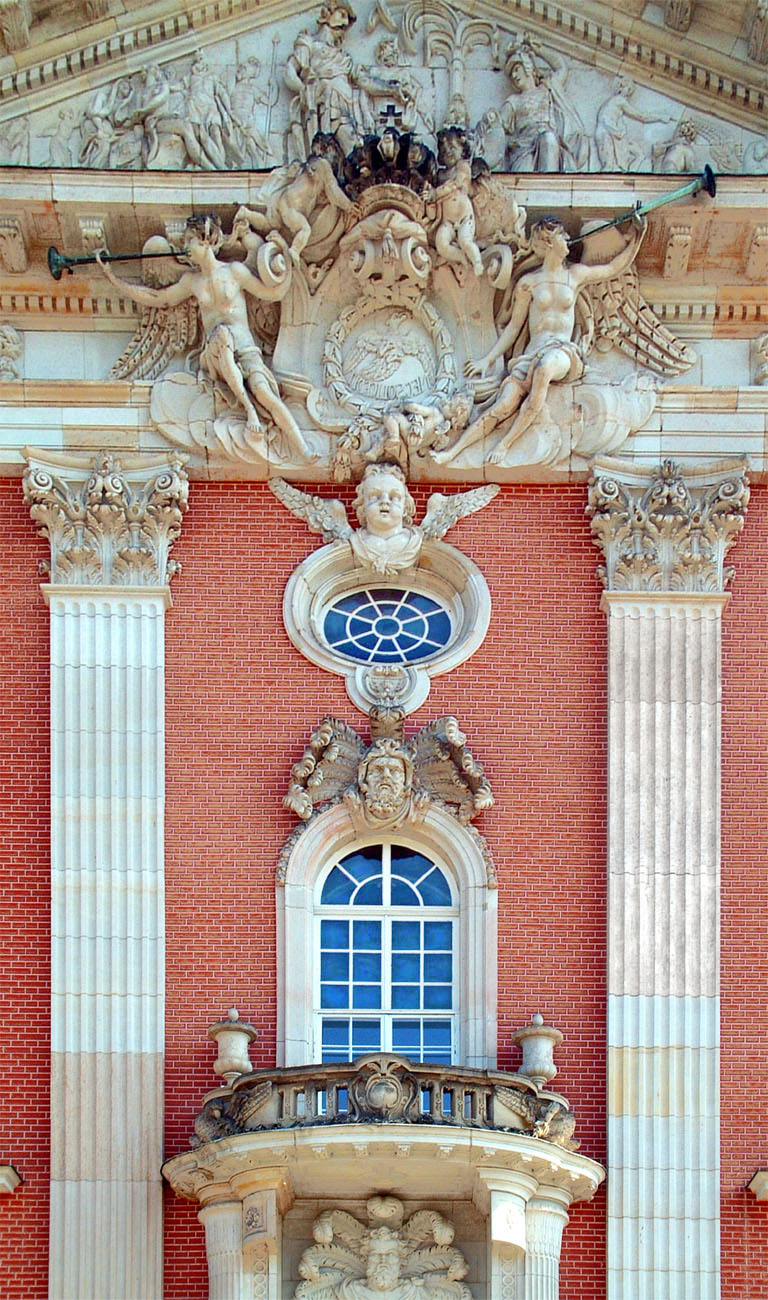
Detalhe do Novo Palácio de Potsdam.

Enquanto o Rococó Fredericano se estabelecia em Sanssouci, Frederico o Grande mandou construir o Novo Palácio em formas variantes da arquitectura e decoração barroca, com alguns desvios. O Rei preferia o rococó e o barroco ao neoclassicismo, numa época em que este último já tomava conta da Europa como preferência de muitos monarcas. O arquitecto Johann Gottfried Büring, com a ajuda de Heinrich Ludwig Manger, foi encarregado do planeamento do Novo Palácio, tendo já demonstrado sucesso com a conclusão da Casa de Chá Chinesa e da Galeria de Pintura, ambas no Parque Real de Sanssouci.
Em 1764, depois de desacordos relacionados com o projecto, o desenho do palácio foi totalmente investido no arquitecto Carl von Gontard. A fachada de três andares já começava a erguer-se em volta dos interiores inacabados, uma vez que a construção tinha sido posta em curso progressivamente. Com as fachadas este e oeste a medir 220 metros, a porção central do palácio foi coroada com uma enorme cúpula, no topo da qual foram colocadas as "Três Graças" suportando a Coroa Real prussiana. A cúpula não desempenha apenas funções arquitectónicas, providenciando um ático sob as madeiras de suporte que a carregam. Adicionalmente, as alas auxiliares a norte e a sul estão coroadas por cúpulas encimadas por águias douradas. Entre as pilastras, o que parece ser tijolo é, na verdade, um efeito de pintura, deixando apenas a ala sul do Rei com tijolo exposto. Reapontar a argamassa das juntas provou ser uma tarefa árdua e cara, pelo que Frederico mandou cobrir os tijolos com estuque e pintura, de tal forma que ainda hoje os turistas são iludidos pelos acabamentos enganosos. Mais de 400 estátuas e figuras em arenito adornam o palácio e os edifícios auxiliares, criadas por muitos escultores notáveis, nomeadamente Johann Peter Benckert, Johann Matthias Gottlieb Heymüller e os irmãos Johann David e Johann Lorenz Räntz, entre outros.

## Interiores

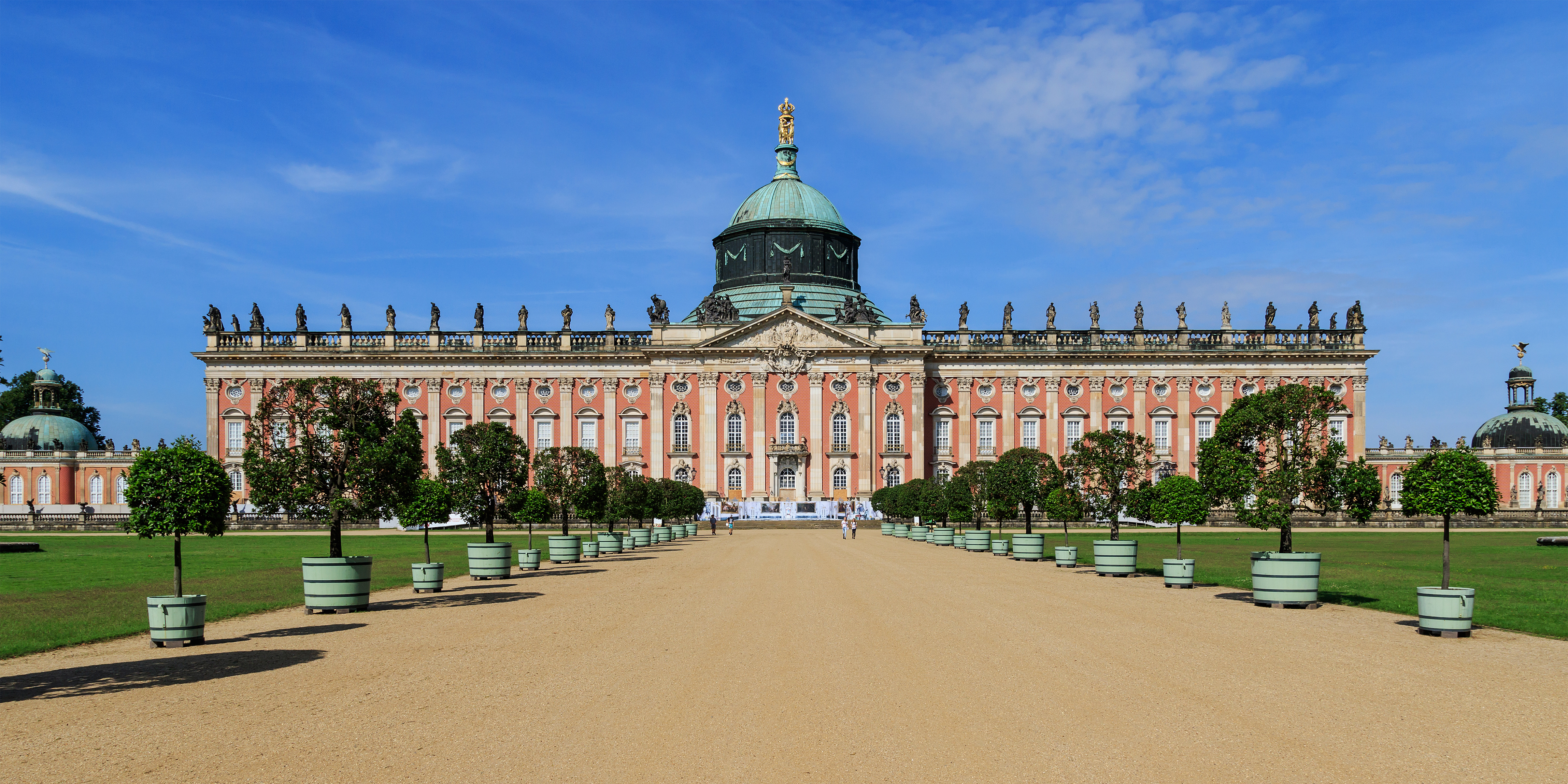
O Novo Palácio de Potsdam visto dos jardins.

Além dos esplêndidos aposentos Reais, quatro grandes salas de aparato (galerias de festa) ocupam a porção central do palácio. No andar térreo fica a Galeria Gruta, atribuída a Carl von Gontard, com conchas, mármore, quartzo e pedras semi-preciosas incrustadas nas paredes, a qual foi enriquecida no século XIX. De acordo com o desenho da galeria, o chão de mármore representa animais e plantas marinhos, enquanto o tecto, de 1806, exibe a pintura "Vénus e Amor, as Três Graças e Putti". Atribuída a Johann Gottfried Niedlich, a pintura substitui um trabalho anterior. Nichos em volta da sala contêm estatuária e fonte, com lustres de cristal pendurados nos arcos.
A Galeria de Mármore situada a sul, no andar térreo, conduz ao apartamento do Rei. Decorada com mármore branco e jaspe encarnado, é um dos mais importantes exemplos de decoração rococó no interior do palácio. Seis janelas estão dispostas em oposição a nichos espelhados, cuja luz reflecte por toda a sala. Três grandes lustres de cristal estão suspensos de um tecto pesadamente dourado sustentando três grandes pinturas; Noite, Manha e Meio dia, da autoria do artista Bernhard Rode. Cadeiras do século XVIII estufadas em couro, vasos de falso alabastro egípcio e consolas mobilam a galeria.
Situada directamente sobre a Galeria Gruta, fica o Vestíbulo de Mármore, a maior das galerias de festa, a qual era usada variavelmente como salão de baile e galeria de banquetes. Erguendo-se ao longo de dois andares, a galeria tem vista, a este, sobre os parterres e o eixo paisagístico que conduz a Sanssouci. O tecto curvado e ricamente dourado ergue-se até à área do ático sob a grande cúpula da cobertura. A pintura existente no centro deste tecto, "Hebes conduz Ganimedes ao Olímpo", foi criada em 1769 por Charles-Amédée-Philippe van Loo. Quatro enormes pinturas, encomendadas antes da Guerra dos Sete Anos, adornam as paredes de mármore do vestíbulo. Posicionadas nas pilastras encontram-se doze estátuas, representando oito Príncipes-Eleitores de Brandemburgo e quatro Imperadores: Júlio César, Constantino I, Carlos Magno e Rodolfo II. Um varandim, com um intrincado gradeamento em ferro dourado, permite uma vista panorâmica a partir do terceiro andar.
A Galeria Superior fica situada a sul do Vestíbulo de Mármore e está directamente acima da Galeria de Mármore do piso térreo. O tecto está pintado em tons de rosa, amarelo antigo e branco, acentuado com ornamentação fortemente dourada. O popular classicismo vigente na Europa da época pode ser visto nas redondelas posicionadas sobre as portas e nas próprias portas. Seis grandes pinturas barrocas italianas estão penduradas em oposição às janelas da galeria. Tudo o que resta dos mobiliários originais são três consolas em mosaico de mármore e assentos estufados.
É de salientar que depois da revolução de 1918, a qual derrubou a monarquia, a República de Weimar permitiu, generosamente, que um comboio cheio de mobílias do palácio fosse enviado ao Imperador Wilhelm II, exilado na Huis Doorn, um pequeno palácio nos Países Baixos. É por este motivo que as mobílias das salas superiores, antigamente habitadas por Wilhelm II e a sua consorte, a Imperatriz Augusta Viktoria, vieram de outros lugares.

## Teatro

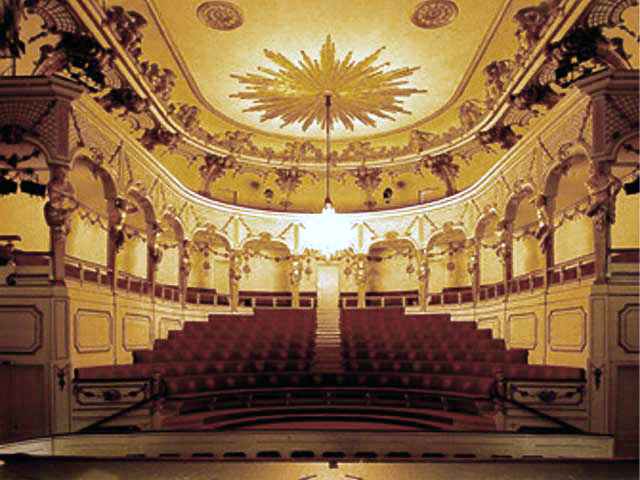
Interior do Teatro.

Ocupando dois níveis por cima do andar térreo, o Teatro remonta ao reinado de Frederico II, no século XVIII, sendo ainda usado actualmente. O Teatro, em estilo rococó, faz grande uso do encarnado e do branco com acentuações douradas. 
Pode ser visto como peculiar dada a sua localização no interior de um palácio, uma vez que para teatro Real, tem falta de um compartimento Real onde um Rei pudesse assistir às representações. Pelo contrário, Frederico ia sentar-se entre os seus convidados na terceira fila contada a partir do palco. As filas de lugares, as quais são curvadas, possuem reminiscências dos anfiteatros da antiguidade. 
O teatro está preparado com modernos equipamentos de palco, os quais estão discretamente instalados para preservar a decoração rococó.

## Alas de serviço

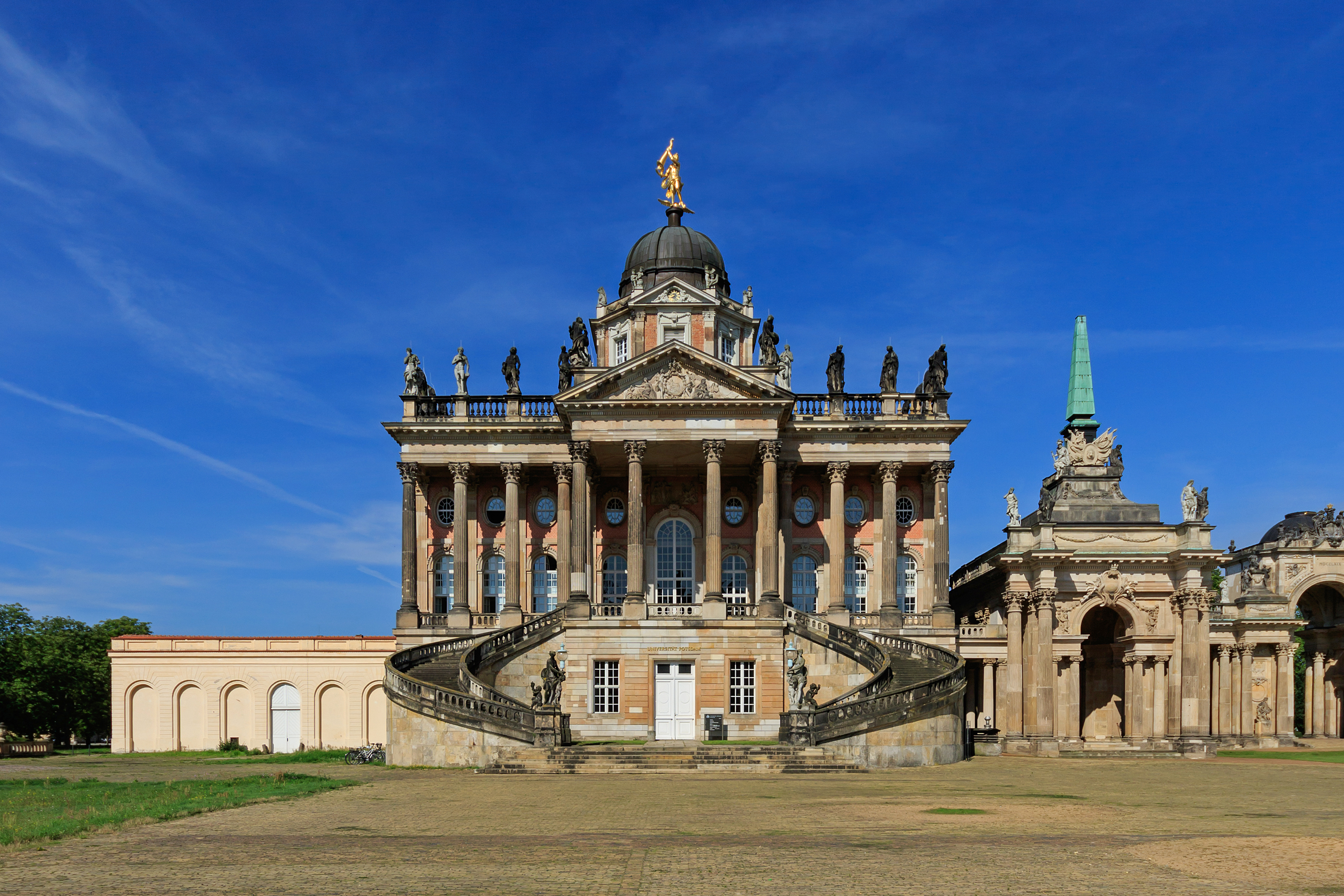
Alas de serviço

Em oposição ao pátio de honra do palácio, aberto a ocidente, ficam as alas de serviço, desenhadas por Carl von Gontard e Jean Laurent Le Geay. Possuindo o mesmo estilo do próprio palácio, os dois edifícios foram construídos para albergar as cozinhas reais, utilidades, armazéns de jardinagem, os guardas do palácio e a criadagem. 
Entre os dois edifícios alonga-se uma colunata curva, decorada com estatuária e obeliscos, a qual funcionou como uma entrada de aparato e como uma tela para cobrir a vista dos pântanos situados atrás. Em 1896, Wilhelm II mandou construir um túnel subterrâneo para permitir a passagem entre o palácio e as alas de serviço, evitando as possíveis inclemências meteorológicas. 
As escadarias curvas, cúpulas, pilastras e colunas não revelam os propósitos práticos dos edifícios. Actualmente, os edifícios são usados pela Universidade de Potsdam e estão sujeitos a obras de restauro.

## Parque
O Novo Palácio de Potsdam, situado no extremo oeste do Parque Real de Sanssouci, está localizado na principal avenida axial. Na época da sua construção, o palácio encontrava-se numa vasta área de parque barroco. Actualmente, a área do parque situada nas proximidades do Novo Palácio está disposta, simplesmente, com caminhos, estatuária, fontes e relvados. Na vizinhança ficam o Templo da Amizade e o Templo Antigo.